# حبيب بن علي
حبيب بن علي وشهر باسم منصف الحبيب بن علي، ولد في 21 أغسطس 1941 وتوفي في 15 مايو 1996 في تونس العاصمة، هو مجرم تونسي وشقيق الرئيس التونسي المخلوع زين العابدين بن علي.

## النشاطات
يقع معقله في فرنسا في حي بيلفيل، أين يقود شبكة تهريب المخدرات وغيرها من الأنشطة الإجرامية (قوادة، ابتزاز...). كان يملك أيضا مقاهي ومطاعم بيتزا ومنتجات زراعية وعقارية وكذلك شركات استيراد وتصدير في مجال تكنولوجيا المعلومات والسيارات الفاخرة.

## المحاكمات والإدانات
في 30 نوفمبر 1992، حكم غيابيا في إطار قضية كسكسي كنكشن (Couscous connection) بعشرة سنوات سجن والمنع النهائي بدخول الأراضي الفرنسية من قبل الغرفة الرابعة عشر للمحكمة الجنائية في باريس. هو متهم بنقل الأموال المتأتية من الاتجار الدولي للهيروين والكوكايين من هولندا وفرنسا وتونس، بينما استنكر محاميه جان إيف لوبروني، «التلاعب السياسي» مكرار أنه «لا دليل» على أن المنصف شارك في «غسل» الأموال. إضافة إلى ذلك، المنصف لم يحضر في محاكمته التي بدأت في 17 نوفمبر.

بعد الثورة التونسية في 2011، أطلقت سلسلة محاكمات لعائلة الطرابلسي وبن علي في المحاكم التونسية.

## الوفاة
في 15 مايو 1996، وجد ميتا في شقته في تونس العاصمة، في ظروف لم تتضح بعد حسب المواقف الرسمية للدولة. صدري الخياري طرح فرضية الاغتيال. دفن في نفس اليوم في مقبرة حمام سوسة. 

استخرجت جثته في 3 مايو 2012 لتشريحها.

## مقالات ذات صلة
- عائلة الطرابلسي وبن علي